# Tamis Wever
Tamis Wever SMA (* 23. Februar 1937 in Spierdijk; † 19. März 2004 in Amsterdam) war ein niederländischer Ordenspriester, Theologe und Künstler.

## Leben
Als Sohn eines kleinen Viehhändlers aus einfachen Verhältnissen wurde er als erstes von acht Kindern in der niederländischen Provinz Nordholland geboren. Ab 1950 bereitete er sich am Kleinen Seminar der Gesellschaft der Afrikamissionen (Sociëteit voor Afrikaanse Missiën) in Nieuw Herlaar in der Provinz Brabant auf das Leben als Missionspriester vor und trat 1956 in deren Gemeinschaft ein. Am 15. Juli 1957 legte er sein erstes Versprechen ab und studierte anschließend Theologie und Philosophie am Priesterseminar in Aalbeek, Provinz Limburg. Am 15. Juli 1962 legte er sein endgültiges Versprechen ab und wurde am 21. Dezember 1962 zum Priester geweiht. Er gehörte der holländischen Provinz seiner Gemeinschaft an wollte als Missionar nach Ghana in Afrika gehen. Eine Pockenimpfung verschlechterte seine ohnehin schwache Gesundheit und zwang ihn zur Aufgabe der Missionspläne. Sein Augenlicht verschlechterte sich und er war gezwungen, eine sehr starke Brille zu tragen. Er war in der Folge von der Angst erfüllt zu erblinden.
Nach zwei Jahren pastoraler Lehre in Erkelenz ging er 1965 zur Fortsetzung des Theologiestudiums an die Päpstliche Universität Gregoriana nach Rom. Zwischenzeitlich verbrachte er einen Studienaufenthalt in Jerusalem. Wever kehrte nach Studienabschluss in die Niederlande zurück und lehrte Biblische Exegese und Altes Testament an der Freien Universität (VU) in Amsterdam und an der Katholischen Theologischen Universität (KTU) in Utrecht. Daneben war Wever als anerkannter Experte für Altes Testament auch bei Arbeiten wie der Übersetzung der Willibrord-Bibel Mitte der 1990er Jahre beteiligt. Die Willibrord-Bibel ist die Standard-Bibelausgabe der römisch-katholischen Kirche im niederländischen Sprachraum in den Niederlanden und Belgien.
Wever begann bereits Mitte der 1950er Jahre mit der Malerei. Viele seiner Werke haben einen Bezug zu Menschen, Erotik, aber auch zu theologischen Themen. Wever arbeitete hauptsächlich mit Ölfarbe, Aquarell- und Gouache-Techniken, experimentierte aber auch mit Installationen, Collagen und Mischtechniken. Sein Œuvre umfasst ca. 11.000 Werke.
Wever verstarb am 19. März 2004 an einem Herzinfarkt. Er ist am Stammsitz seines Ordens in Cadier en Keer nahe Maastricht bestattet.